# Grand Coulee (Washington)
Grand Coulee je grad u američkoj saveznoj državi Washington. Prema popisu stanovništva iz 2010. u njemu je živjelo 988 stanovnika.